# Localização e mapeamento simultâneos
Localização e Mapeamento Simultâneos (SLAM, da sigla em inglês) é uma técnica utilizada por robôs e veículos autônomos para construir um mapa de um ambiente ao mesmo tempo que se localiza.

## Definição
Mapas são utilizados para se autolocalizar no ambiente e para criar uma visão global do mesmo. A representação global do ambiente é criada durante a navegação implicando que a esta representação, de fato, representa o estado do mapeamento num determinado tempo. Isso significa que a representação do ambiente pode não estar consistente com o estado atual do ambiente real. Entretanto, quanto mais explorado for o ambiente real, maior tende a ser a precisão do sistema.
Complexidade do processo de localização e mapeamento sob condições de erros e ruídos não permitem uma solução coerente para as duas tarefas. SLAM é um conceito que une as duas tarefas, localização e mapeamento, de maneira que não é possível tratar as duas tarefas separadamente. O resultado de um processo afeta o outro.

## Problema Técnico

### Mapeamento
SLAM é geralmente referenciado pelo comunidade de robótica como um processo para criar mapas geometricamente consistentes. Mapa topológico é um método de representação que captura a conectividade do ambiente ao invés de criar uma representação geométrica fiel. Sendo assim, algoritmos associados a robôs autônomos que criam mapas topológicos não são referenciados como SLAM.
SLAM é adaptado para as informações disponíveis no ambiente, não focando na perfeição, mas sim na conformidade operacional.

### Percepção
SLAM pode utilizar diferentes tipos de sensores para obter informações estatisticamente independentes de erros. Independência estatística é um requisito para trabalhar com informações parciais e com métricas contendo ruídos.

### Localização
Os resultados da percepção irão alimentar os algoritmos para localização. Uma abordagem utilizando visão computacional, por exemplo, pode extrair pontos de referência do ambiente que podem ser utilizados pelo algoritmo de localização para determinar a posição atual no ambiente considerando os estados anteriores do sistema.

### Modelagem
O mapeamento pode funcionar numa modelagem 2D ou 3D … Como parte do modelo, a cinemática do robô é incluída, consequentemente melhorando as estimativas da percepção sob condições inerentes a ruídos. O modelo dinâmico balanceia contribuições de diferentes sensores, resultando numa representação virtual do ambiente com alguma núvem de probabilidade.
1. ↑  Burgard, Wolfram; Stachniss, Cyrill; Arras, Kai; Bennewitz, Maren. «SLAM: Simultaneous Localization and Mapping» (PDF). Universidade de Friburgo